# 奧爾良的瑪格麗特-路易絲
瑪格麗特-路易絲·德·奧爾良（法語：Marguerite-Louise d'Orléans，1645年7月28日—1721年9月17日），托斯卡納大公夫人，奧爾良公爵加斯東的女兒。

## 家庭
1661年，瑪格麗特-路易絲與托斯卡納大公費迪南多二世的長子科西莫結婚，兩人共有2子1女：
1. 費迪南多（1663年—1713年）
2. 安娜·瑪麗亞·路易莎（1667年—1743年）
3. 吉安·加斯托內（1671年—1737年）